# Dongjum
Dongjum (Fries: Doanjum) is een dorp in de gemeente Waadhoeke, in de Nederlandse provincie Friesland. Dongjum ligt ten noorden van de stad Franeker aan de N384, in de Bouwhoek. De A31 ligt ten zuiden van het dorp en de Dongjumervaart ten oosten.
Dongjum vormt met Boer het tweelingdorp Dongjum-Boer. De twee dorpen hebben veel gezamenlijke faciliteiten. De gezamenlijke Dorpsbelang Dongjum-Boer werd in april 1969 opgericht. In 2023 telde het dorp 370 inwoners.

## Geschiedenis
Dongjum bestaat uit een groep terpen op een oude kwelderwal. Het gebied is, getuige bodemvondsten, al in de Romeinse tijd bewoond geweest. Uit opgegraven aardewerk blijkt dat de toenmalige bewoners tamelijk welgesteld waren. Van het eind van de Romeinse tijd tot in de vijfde eeuw was het gebied waarschijnlijk onbewoond.
Vanaf de 13e eeuw werd de plaats gespeld als Thuninghum, Donijnghum, Donghum, Donninghama-ghae, Domingum, Doenghum en Donjum. De plaats verwijst mogelijk naar de woonplaats (heem/um) van de familie Dunninga.
In het begin van de zeventiende eeuw werd hier de Goslinga State gebouwd, waar later de grietman en staatsman Sicco van Goslinga woonde. In 1803 werd dit aanzienlijke gebouw afgebroken. In de Hervormde kerk van Dongjum uit 1777 bevindt zich nog het praalgraf van Sicco van Goslinga.
Van 1 oktober 1903 tot 8 oktober 1933 stond er in Dongjum een station aan de NFLS-spoorlijn van Franeker naar Tzummarum; met als afkorting Dj. Bij graafwerkzaamheden ten behoeve van de spoorlijn werd in 1911 een bronzen beeldje uit de Romeinse tijd gevonden dat de Romeinse god Mars voorstelt.

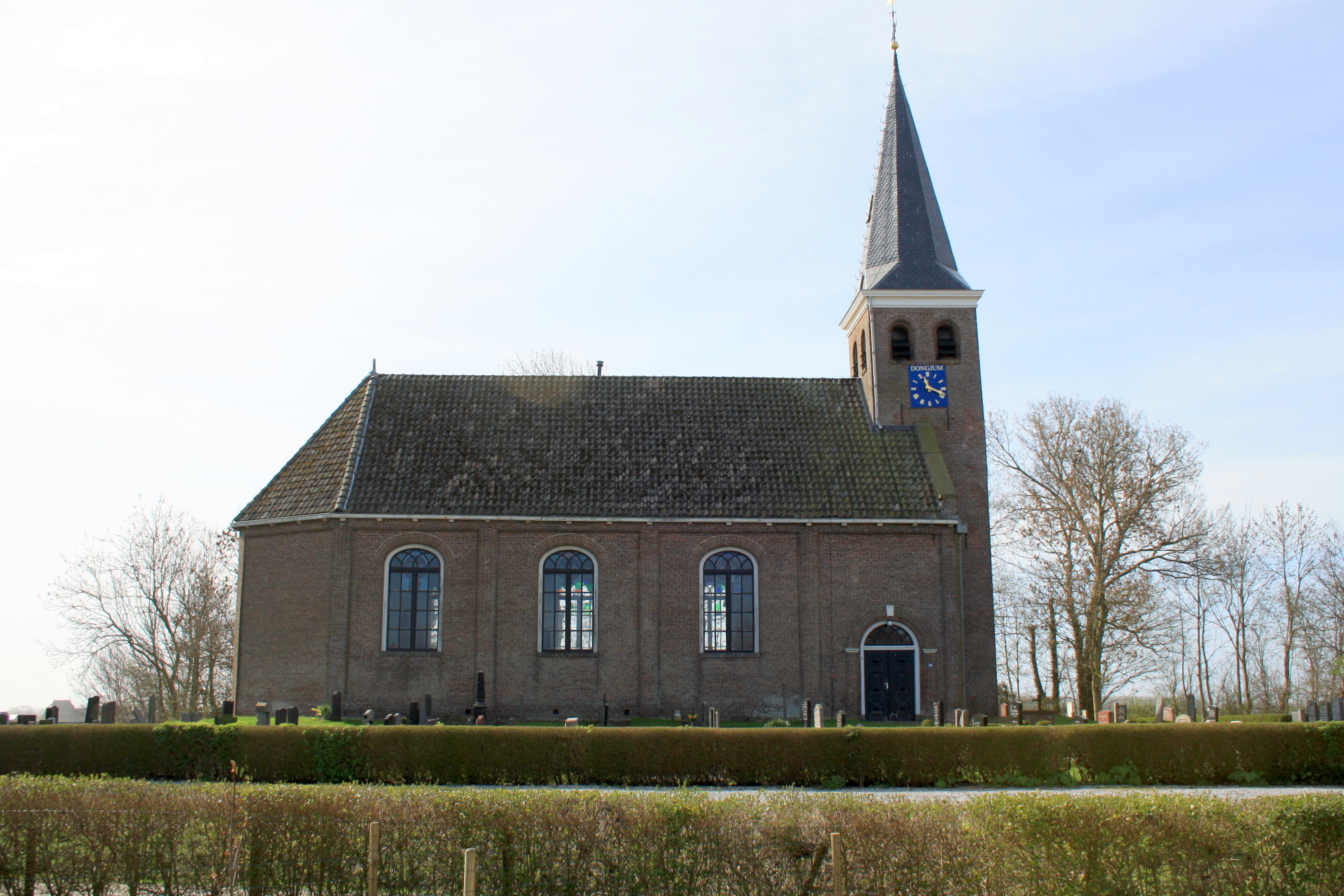
Hervormde kerk van Dongjum

## Sport

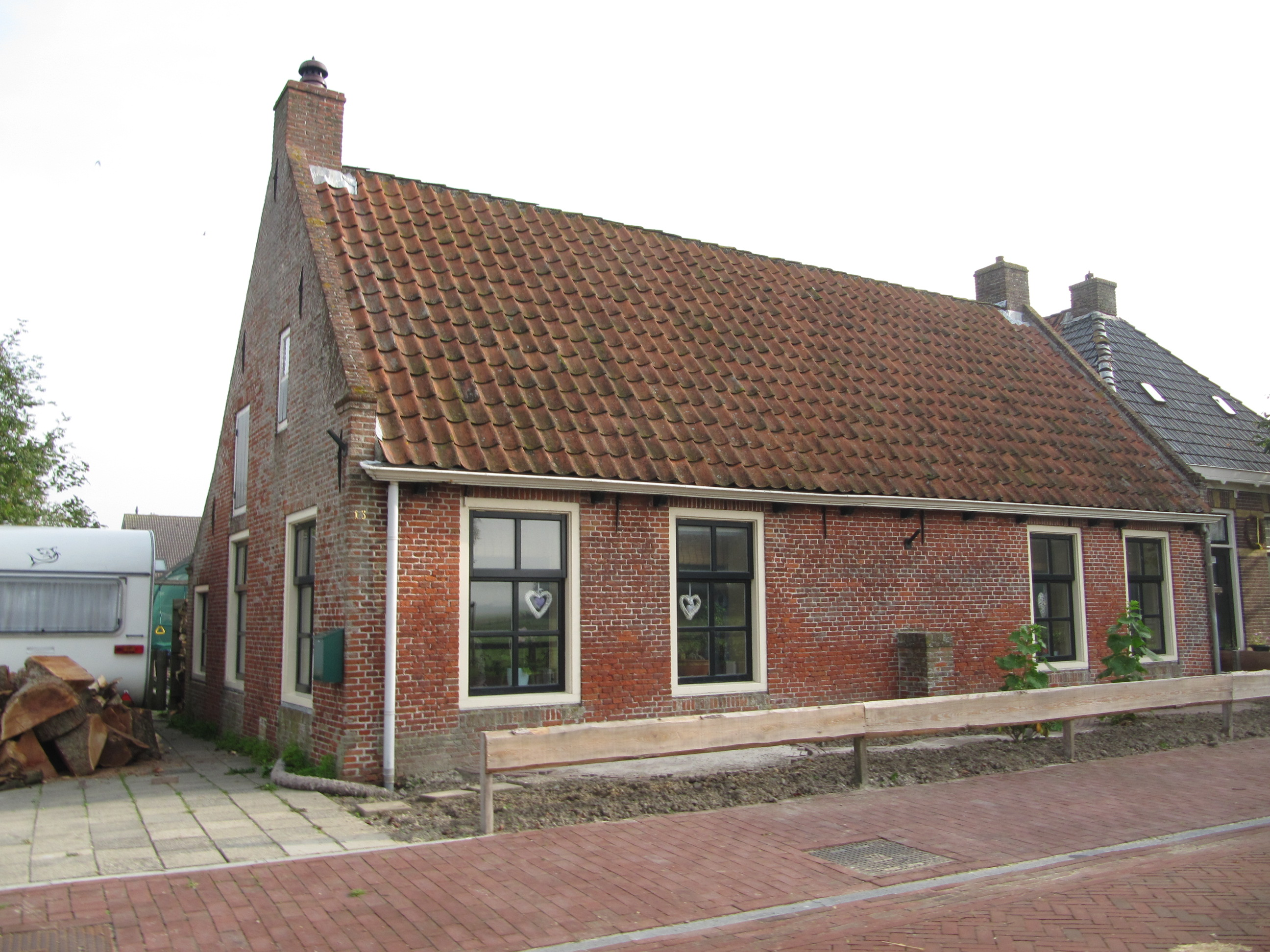
Rijksmonument

De Kaatsvereniging Moed & Volharding is in 1899 opgericht. De kaatssport werd al in 1865 in Dongjum beoefend.

## Cultuur
De Toneelvereniging 't Wouterke is in 1960 opgericht. VVV Doanjum organiseert veel activiteiten en evenementen in het tweelingdorp. Dongjum heeft een dorpshuis met de naam De Boppeslach.

## Onderwijs
Tot en met het schooljaar 2015-2016 stond er in Dongjum een basisschool. De school had echter te weinig kinderen waardoor de school gesloten werd en fuseerde met de basisschool in Ried. De meeste kinderen gaan in Franeker naar school.

## Geboren in Dongjum
- Gerrit Rombout (1930-), politicus

## Overleden in Dongjum
- Sicco van Goslinga, (1664-1731), politicus en diplomaat.
- Cornelis Douwes van der Weg (1834-1893), landbouwer, veearts, burgemeester en toneelschrijver.
- Jacob Hylkema (1900-1945), verzetsstrijder
- Chris Tinkelenberg (1901-1945), onderwijzer en verzetsstrijder